# 茨維施貝根

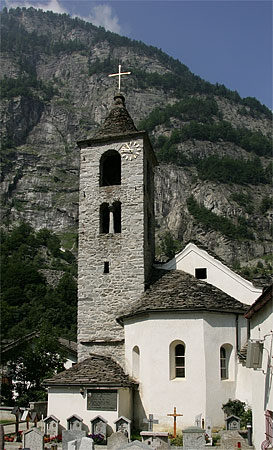

茨維施貝根是瑞士的城鎮，位於該國南部，由瓦萊州負責管轄，面積86.15平方公里，海拔高度1,359米，2011年人口76，九成人口信奉羅馬天主教，人口密度每平方公里1人。

## 外部連結
- Municipality of Gondo-Zwischenbergen （页面存档备份，存于） （德文）
- Goldminen Gondo （页面存档备份，存于） （德文）